# 삼히타
삼히타(산스크리트어: saṃhita, 영어: Samhita) 또는 상히타의 문자 그대로의 뜻은 "결합된", "수집된", 또는 "집성된"이다. 삼히타는 다음 중 하나를 의미한다. 특히, 그냥 삼히타라고 할 경우 흔히 이들 중 투리야를 의미한다.
- 베다 시대에 성립된 베다 문헌 전체의 근간이 되는 베다서 각각을 삼히타라고 한다.
  - 투리야(तुरीय Turīya): 4종의 삼히타라는 뜻으로, 힌두교의 정전(正典)을 이루는 네 가지 베다서인 《리그베다》·《야주르베다》·《사마베다》·《아타르바베다》를 가리킨다. 4종의 삼히타는 전체 베다 문헌의 근간을 이루고 있다.
  - 트라야(Traya): 3종의 삼히타라는 뜻으로, 투리야 중 《아타르바베다》를 제외한 3종의 베다서를 가리킨다.
- 베다 시대 이후에 성립된 문헌들로서 삼히타라고 불리는 문헌들:
  - 《아슈타바크라 기타(Aṣṭāvakragītā)》
  - 《브리구 삼히타(Bhrigu Saṃhitā)》
  - 《브라흐마 삼히타(Brahmā Saṃhitā)》
  - 《데바 삼히타(Deva Saṃhitā)》
  - 《가르가 삼히타(Garga Saṃhitā)》
  - 《카슈야프 삼히타(Kaśyap Saṃhitā)》
  - 《시바 삼히타(Śiva Saṃhitā)》
  - 《요가 야즈냐발키아 삼히타(Yógayājñavalkya Samhita)》

## 같이 보기
- 아란야카
- 브라마나